# 대니 아놀드
대니 아놀드(Danny Arnold, 1925년 1월 23일 ~ 1995년 8월 19일)는 미국의 배우, 각본가, 작곡가, 연극 배우, 텔레비전 배우이다.
뉴욕에서 태어났으며 로스앤젤레스에서 사망하였다.

## 영화
- 아내는 요술쟁이 (1964년)
- 캐디 (1953년)
- 스케어드 스티프 (1953년)
- 점핑 잭스 (1952년)
- 세일러 비워 (1952년) - 터크 역